# کارین پترسن
کارین پترسن (انگلیسی: Karin Pettersen؛ زادهٔ ۲۱ نوامبر ۱۹۶۴) بازیکن هندبال اهل نروژ است.